# آلبرتو خوزه رودریگز سا

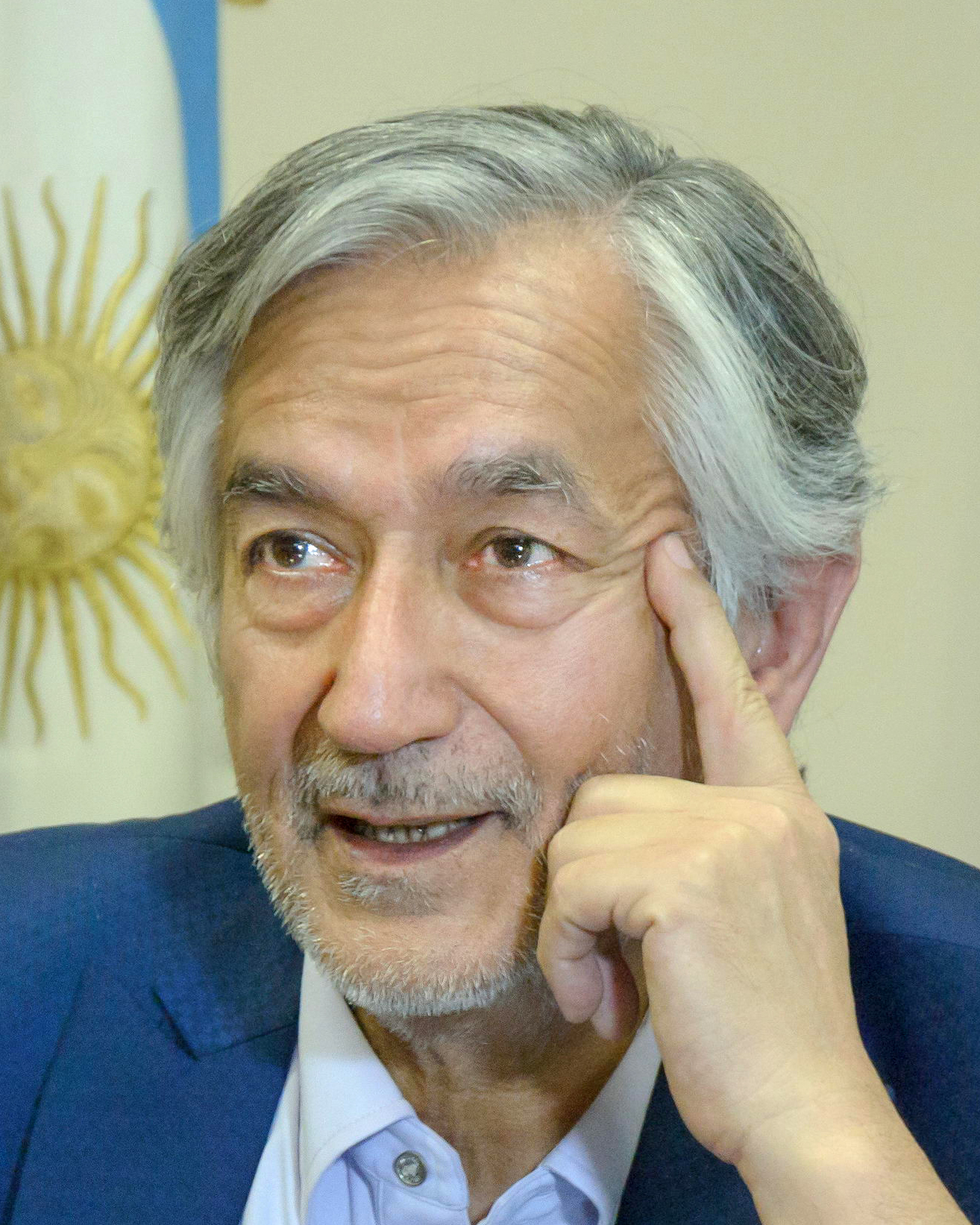

آلبرتو خوزه رودریگز سا (سن لوئیس، ۲۱ اوت ۱۹۴۹) وکیل و سیاستمدار آرژانتینی است که در حال حاضر به عنوان فرماندار استان سن لوئیس خدمت می‌کند، سمتی که از سال ۲۰۱۵ بر عهده داشته و قبلاً از سال ۲۰۰۳ تا ۲۰۱۱ این سمت را داشته است. او در سال ۲۰۱۰ به عنوان «سفیر صلح جهانی» معرفی شد.